# Лук-батун
Лук-батун, или Татарка, или Дудчатый лук (лат. Allium fistulosum) — многолетнее травянистое растение, вид рода Лук (Allium), относимых к подсемейству луковые (Alliaceae) семейства амариллисовые (Amaryllidaceae) порядка спаржецветные (Asparagales) (ранее относили к лилейным).

## Распространение и экология
Возможная родина — Азия. В диком виде растёт в Сибири, Китае и Японии.
Культивируется повсеместно. В России батун выращивают практически на всей территории, за исключением районов Крайнего Севера.

## Ботаническое описание
Луковицы продолговатые, иногда почти неразвитые. Стебель до 1 м высотой, толстый, дудчатый, полого вздутый, листья дудчатые.
Зонтик шаровидный, многоцветковый; цветоножки тонкие, в 2–3 раза длиннее околоцветника, околоцветник колокольчатый; листочки околоцветника желтоватые, продолговатые, острые. Нити тычинок в 2–3 раза длиннее околоцветника, цельные.
|                                                                |  |  |  |
| Слева направо: Соцветие. Цветки (увеличено). Луковички. Семена |  |  |  |

## Химический состав
В зеленых листьях содержится каротин, сахар, аскорбиновая и никотиновая кислоты, тиамин, рибофлавин, эфирное масло, соли калия, магния, железа. Содержание аскорбиновой кислоты в этом виде лука в 2 раза превышает таковое в зелени пера репчатого лука.

## Значение и применение
В пищу используют листья или всё растение. Выращивают на одном месте 2–4 года и более (в том числе и в теплицах).
Ранней весной используется для выгонки на перо. В пищу используют зелёные листья или всё растение, в сыром или переработанном виде в качестве приправ к различным блюдам, для салатов, маринадов и т. д. Они имеют острый вкус, питательны и богаты фитонцидами. Вкус листьев напоминает листья репчатого лука, а питательная ценность превосходит репчатый лук и лук-порей.
По действию на организм батун близок к луку репчатому. Из лука батуна получены препараты, снижающие кровяное давление и повышающие эластичность капиллярных кровеносных сосудов. В китайской медицине батун использовали как потогонное, болеутоляющее средство при желудочных заболеваниях, как тонизирующее, а также при переломах и фурункулах.
Медонос, обильно выделяющий нектар.

## Таксономия
Вид Лук-батун входит в род Лук (Allium) семейства Луковые (Alliaceae) порядка Спаржецветные (Asparagales).
|  |                                      |  |                                                             |                                                             |                   |  | ещё 24 семейства (согласно Системе APG II) | ещё 24 семейства (согласно Системе APG II) |                     |  |  |  | ещё более 870 видов |
|  |                                      |  |                                                             |                                                             |                   |  | ещё 24 семейства (согласно Системе APG II) | ещё 24 семейства (согласно Системе APG II) |                     |  |  |  | ещё более 870 видов |
|  |                                      |  |                                                             | порядок Спаржецветные                                       |                   |  |                                            |                                            | род Лук             |  |  |  |                     |
|  |                                      |  |                                                             | порядок Спаржецветные                                       |                   |  |                                            |                                            | род Лук             |  |  |  |                     |
|  | отдел Цветковые, или Покрытосеменные |  |                                                             |                                                             | семейство Луковые |  |                                            |                                            | вид Лук-батун       |  |  |  |                     |
|  | отдел Цветковые, или Покрытосеменные |  |                                                             |                                                             | семейство Луковые |  |                                            |                                            |                     |  |  |  |                     |
|  |                                      |  | ещё 44 порядка цветковых растений (согласно Системе APG II) | ещё 44 порядка цветковых растений (согласно Системе APG II) |                   |  |                                            | ещё около 300 родов                        | ещё около 300 родов |  |  |  |                     |
|  |                                      |  |                                                             | ещё 44 порядка цветковых растений (согласно Системе APG II) |                   |  |                                            |                                            | ещё около 300 родов |  |  |  |                     |